# Iris Vandewiele
Iris Vandewiele (7 maart 1994) is een Belgisch volleybalster.

## Levensloop
Vandewiele begon met volleyballen bij Davolo Loppem, in 2010 maakte ze de overstap naar VKT Torhout. Na drie seizoen bij deze club ging ze aan de slag bij Hermes Volley Oostende en vervolgens VDK Gent. Met deze club werd ze in 2021-'22 landskampioen en won ze tweemaal de Supercup (2015 en 2022). Sinds 2023 komt ze uit voor Bevo Roeselare.